# لنکستر (نیوهمپشر)
لنکستر (به انگلیسی: Lancaster) شهری در ایالت نیوهمپشر کشور ایالات متحده آمریکا است که جمعیت آن در سرشماری سال ۲۰۱۰ میلادی، ۱٬۷۲۵ نفر بوده‌است.

## نگارخانه

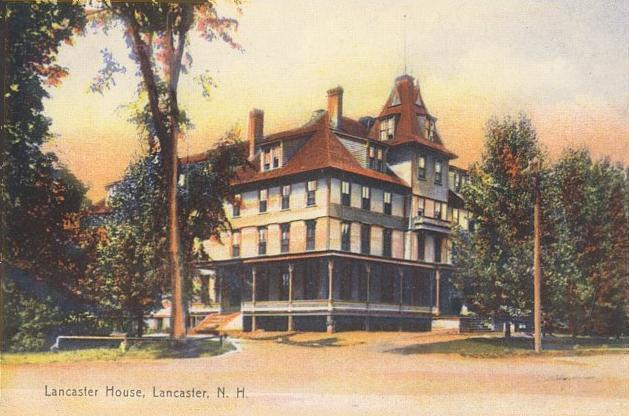
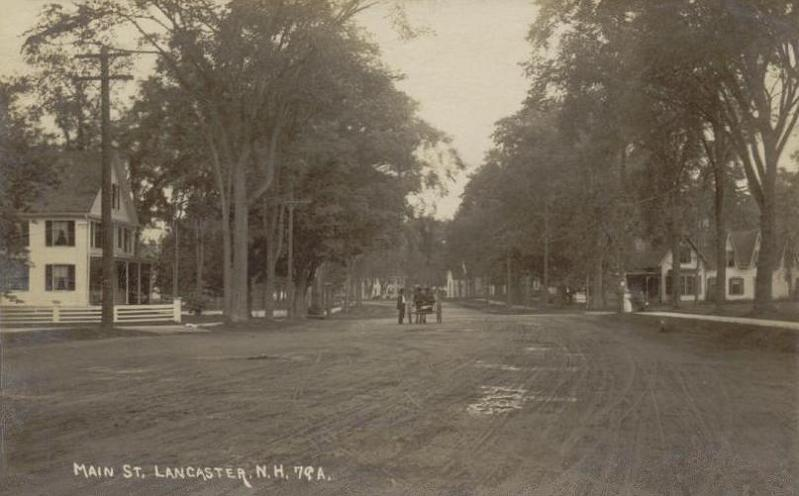
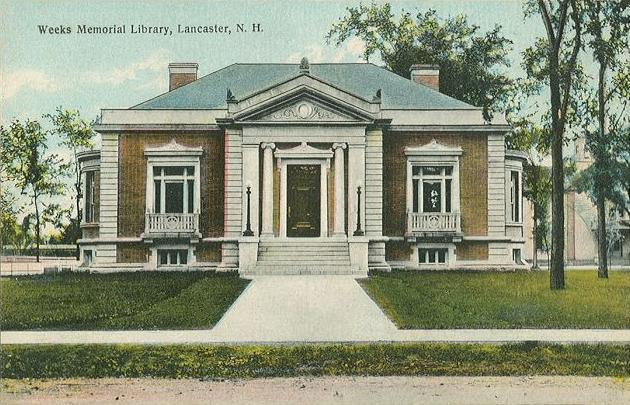